# La llegenda de l'Innombrable
La llegenda de l'innombrable és una pel·lícula espanyola road-movie de comèdia del 2010 escrita, dirigida i produïda per Salomón Shang Ruiz. Ha estat rodada en català.

## Sinopsi
La vida de l'Amanda és un infern per culpa d'un vilà habitant als boscos de l'interior de Catalunya, conegut com L'Innombrable. Com que el seu promès ha fugit esporuguit i les autoritats locals són totalment incompetents, no li toca més remei que cercar ajuda de terceres persones. Només troba suport de Jimmy "el gran", un noi retardat però corpulent, i Xicu, un expresidiari que es busca la vida com pot. Amb aquest duet d'incompetents i l'Amanda, que resulta ser no tan innocent, va a la recerca de l'Innombrable

## Repartiment
- Juan Luis Galiardo - Innombrable
- Clara Galí - Amanda
- Salomón Shang Ruiz - Xicu
- Tony Corvillo - Jimmy
- Emmanuelle Tiziani - Quique

## Recepció
No va ser gaire ben rebuda per la crítica. Salvador Llopart, de La Vanguardia, que qualifica Shang com el darrer dadaista, i qualifica la trama de
| « | relat d'un assetjament el clau paranoic/surrealista d'un ésser trement ... que surt poc ... perseguit per una col·lecció de personatges estrafolaris i esperpèntics perduts per una zona rural indeterminada de Catalunya ... el propi Shang es multiplica com actor ... i hi ha cameos com el de Pere Vall, redactor en cap de Fotogramas ... Un, en la seva candidesa, diria que Shang se'n riu de si mateix si no sospités que se'n riu de tots nosaltres. | » |

Per la seva banda, Quim Casas d'El Periódico de Catalunya, considera la pel·lícula com la més definitòria de Shang:
| « | Cap altra la guanya pel que fa a abusos (de metratge, de personatges friquis, per definir-los d'alguna manera) i excessos. Suposada comèdia negra o de l'absurd, amb una figura proteica de fons, l'innominable que encarna Juan Luis Galiardo (que s'apunta a un bombardeig), la pel·lícula transcorre amb tedioses escenes en què es parla molt i la càmera mai està fixa sobre un trípode. El lleuger tremolor dels enquadraments és una metàfora del que resulta el film: una tremolor permanent entre el disbarat i la paròdia, entre el cine i el no-cine, entre la (teòrica) llibertat creativa i el tot s'hi val. | » |

## Nominacions
Als Premis Gaudí de 2011 va rebre quatre nominacions Millor actriu principal (Clara Galí), Millor música original (Santos Martínez), Millor maquillatge i perruqueria (Laura Zamacois) i Millor direcció de producció (Víctor H. Torner i Xavier Coll).